# いっとこ! みんテレ
いっとこ! みんテレは、北海道文化放送（UHB）で2020年4月11日より放送されている地域情報番組。

## 概要
UHB女性社員によるプロジェクトチームが『北海道に住む女性の暮らしに刺激を与えられる』ことを目的とした番組改編プランを提案し、その中から同社初となる“若い女性をターゲットにした地域情報番組”として、平日夕方枠で放送している地域報道番組『みんテレ』の姉妹番組の位置づけで開始。グルメ・旅行・映画・ファッション・コスメなど女性向け情報を中心に北海道トレンド情報を伝えることを主眼とし、「北海道ガールの週末をかわいく変えよう!」  というコンセプトで生放送形式で展開する。
また本番組では北海道に縁があるタレント・モデルがスペシャルリポーターとして登場し、とっておき情報を紹介する。
2022年4月9日からは放送時間を20分短縮して、10:25 - 11:30の65分番組となる。11:30 - 11:50枠では『みんテレ増刊号』を放送。

## 出演者
- MC - 柴田平美、江上太悟郎（2024年4月6日 - ）
- リポーター - 田辺桃菜、木村真穂、yurara、erika
- スポーツ - 石野智子

〈以上、北海道文化放送アナウンサー）
- いっとこ!ファミリー（スペシャルレギュラー） - 丸山礼、稲場愛香

## 過去の出演者
- MC - 福本義久（2020年4月 - 2024年3月）
- いっとこ!ファミリー（2020年4月 - 2021年3月） - emma、おかずクラブ（ゆいP・オカリナ）、金川紗耶（乃木坂46）
- リポーター（2020年4月 - 2022年3月） - MAO
- 石井祐里枝

## 不祥事
画像無断使用
- 2022年8月20日放送での「丸山礼の勝手に北海道応援団長」コーナーにて、Twitterに投稿された余市町エーヴランドホテルで撮影された後志町村サブカルチャー復興推進サークルSPICE主催のコスプレイベント「#余コスinエーヴランド」参加者による写真や個人撮影者による写真が無断使用されていたことが発覚。エーヴランドホテル側は「ロケ取材当時、古城のイメージでInstagram映えする場所としてコスプレ撮影者が増えたとUHBに伝えたが、使用許諾や写真データの提供は行っていない」とし、UHB側は「ダブルチェックを行っておらず誰かが許可を取っているだろうとして使用してしまった」「SNS写真の使用の際は投稿者に許可を取るルールを制作チーム側で共有出来ていなかった」として謝罪し、SPICE側は使用許可申請と情報共有の徹底などを求めた[3]。